# Светлана Лобода
 Тази статия е за украинската певица.  За растението вижте Лобода.  
Светлана Сергеевна Лобода (на украински: Світла́на Сергі́ївна Лобода́) е украинска певица, телевизионен водещ и дизайнер на собствена марка „F*ck' n' macho“.

## Биография
Светлана Лобода е родена на 18 октомври 1982 г. в Ирпен, СССР, в семейството на Сергей и Наталия Лобода. Завършва музикално училище с пиано, дирижиране и академичен вокал.
След получаване на първото си музикално образование, постъпва в Киевската академия по естрадно и цирково изкуство. разнообразие и цирк академия. През този период, става част от музикалната група Капучино, която е продуцирана от Виктор Дорошенко. Репертоарът на групата се състои от известни песни като „Новая Сказка“ и „Чувства“. В групата още са Виктория Бату и Аделин. В един момент, те спират творческо развитие и турнета, а Светлана решава да напусне. Съгласно договора, певицата трябва да работи още 2 години в групата. На помощ ѝ идва старият ѝ приятел Михаил Ясински, който я кани да работи под измисленото име на Alicia Gorn. Светлана започва да се изявява с този псевдоним в нощни клубове в Киев, без знанието на продуцентите на групата.
Светлана участва в първия украински мюзикъл „Экватор“, където получава една от главните роли. На 28 декември 2003 г. тя събира своя собствена група, наречена Кетч. За малък период от време, са осигурени репертоар, костюми, идея и в новогодишните празници групата вече започва да обикаля клубове в Киев. През пролетта на 2004 г., преминава успешно кастинг за солистка на популярното в страните от ОНД трио ВИА Гра. В състава на групата е на турне в Азия, снима се в клипа на „Биология“ и в новогодишния мюзикъл на телевизия Интер, „Сорочинская ярмарка“. Въпреки това, през ноември същата година Светлана Лобода напуска групата. Един месец след напускането си, тя издава първия си сингъл.

## Соло кариера
През декември 2004 г. Светлана Лобода заедно с Тарас Демчук записва песента „Чёрно-белая зима“. Тази песен е с голям интерес, както в Украйна, така и в чужбина. Видеото на песента е многократно излъчвано по украински и руски телевизионни канали. През 2005 г., видеото за следващия сингъл, „Я забуду тебя“ печели първа награда на фестивала за чуждестранни клипове в Португалия. През ноември 2005 г. тя издава първия си солов албум, „Ты не забудешь“.
През 2006 г. излиза клипа, а след това и песента „Чёрный ангел“, а след пътуване до Япония Светлана пише песента „Постой, муЩина“. През 2007 г. става водеща на „Мис ОНД“ на телевизионния канал ТЕТ. Отваря туристическа агенция „Happy Vacations“. На 18 октомври 2007 г. Светлана Лобода организира фотоизложба на собствените си снимки, посветени на Индия, които представя на своите почитатели, и които са направени по време на пътуване до Индия. Целта на изложбата е в подкрепа на сираци и деца, страдащи от рак.
През 2008 г. създава „F*ck' n' macho“, колекция от младежки дрехи, през същата година издават и втория си албум – „Не Мачо“. През 2009 г. публикува втора линия облекла. Този път певицата решава да акцентира не само върху тениски с щампи „NO SILICON“, но също така са включени мъжки продукти – тениски, потници, спортни якета, женски рокли и анцузи.

### Евровизия 2009
През пролетта на 2009 г., сингълът „Be My Valentine“ е представен за участие в украинската избор на представител за Евровизия 2009. На 8 март 2009 г. Светлана Лобода си спечелва правото да представя Украйна на финала на състезанието.
По време на церемонията по откриването на Евровизия 2009, тя се появява в бинтове и синини по тялото. Оказва се, че няма наранявания по тялото, а това е грим, предназначен да привлече вниманието към социалната кауза на Светлана Лобода – „Скажи стоп насилию в семье“ (Кажи стоп на домашното насилие), въз основа на борбата срещу домашното насилие. Впоследствие, към каузата се присъединява френската певица Патрисия Каас.
Участието на финала на конкурса предизвиква широк обществен резонанс – някои журналисти и членове на журито заявяват, че песента „не е“ за Евровизия. Руският музикален критик Антон Кулаков, гледащ Евровизия от 2000 г., отправя остри критики към песента, като каза, че може да бъде написана само „от Руслана Лижичко с махмурлук“.
В резултат на това, Светлана Лобода заема 12-о място на финала на конкурса, печелейки 76 точки. Ниската окончателна позиция не попречва на Светлана да вземе първото място в предварителните конкурсни концерти в Лондон, Париж и Амстердам.

### LOBODA
През 2010 г. Светлана Лобода официално преименува своя музикален проект и регистрира търговска марка „LOBODA“. При възлагане на VIVA наградите за 2010 г. е представен сингъла „Спасибо“, посветен на дъщеря ѝ. Видеото към песента е заснето в две части: първата част от снимките се провеждат, когато певицата е бременна в 9-ия месец, а втората след раждането.
В началото на 2012 г., тя пътува до САЩ, където работи активно, съчетавайки работа в студио и уроци по пеене и хореография.
На 12 април 2012 г. в Crystal Hall LOBODA представя „Начало“. През юни е готов нов видеоклип към песента „What about U“, написана специално за футболния шампионат Евро 2012, който се провежда в Украйна и Полша. Тази песен е избрана сред стотици други, представени на УЕФА. Идеята е подкрепена от звездни приятели на певицата Лолита, Андрей Малахов, Лера Кудрявцева, Анатолич и украински футболисти: Евгений Селезньов, Александър Алиев, Ярослав Ракицкий, Йевхен Коноплянка, Сергей Назаренко, Олександър Шовковский.
На 11 януари 2016 г. изпълнителката представя провокативна песен за любовта на жената, „К черту любовь“, а на 19 февруари се състои премиерата на видеоклипа.
На 9 май 2016 г. певицата открива шоуто на телевизионния канал Интер, посветено на 71-вата годишнина от Великата победа над нацизма, където пее „Десятый наш десантный батальон“. Светлана Лобода поздравява ветераните на Деня на победата и разказва за своя прадядо, който се е бил на фронта. Тя закрива концерта с военната песен „Журавли“.
На 30 юни 2016 г. организационният комитет на международния конкурс „Мис Украйна-Вселена 2016“, официално признава Лобода за най-ярката представителка на музикалната индустрия и е удостоена с титлата „най-красивата певица на страната“.
На 19 ноември 2016 г. получава статуетка „Золотой Граммофон“ в Москва за песента „К чёрту любовь“.
На 8 март 2017 г. LOBODA устройва мащабно шоу от три часа в столичния Дворец на спорта, където представя новият си албум „H2Lo“, над който тя работи в продължение на пет години. В новата програмата си комбинира известни песни и чисто нови такива. Седем нови сингъла са представени тази вечер, „Париж“, „Невеста“, „Случайная“ и „Стерва“.

## Дискография

### Албуми
| Заглавие         | Информация |
| ---------------- | --- |
| „Ты не забудешь“ | - Издаден: 25 септември 2005 г. - Лейбъл: S&A music group, Ukrainian records, Moon Records - Формат: CD, дигитално сваляне |
| „Не Ма4о“        | - Издаден: 15 април 2008 г. - Лейбъл: S&A music group, Moon Records - Формат: CD, дигитално сваляне                        |
| H2Lo             | - Издаден: 24 март 2017 г. - Лейбъл: Sony Music Entertainment - Формат: CD, дигитално сваляне                              |

### Компилации
| Заглавие           | Информация                                                                                        |
| ------------------ | ------------------------------------------------------------------------------------------------- |
| „Anti-Crisis Girl“ | - Издаден: 17 май 2009 г. - Лейбъл: S&A music group, Moon Records - Формат: CD, дигитално сваляне |

### Албуми с ремикси
| Заглавие          | Информация                                                                                            |
| ----------------- | --- |
| „Чёрный Ангел“    | - Издаден: 19 май 2006 г. - Лейбъл: S&A music group, Moon Records - Формат: CD, дигитално сваляне     |
| „Постой, Мущина!“ | - Издаден: 18 ноември 2006 г. - Лейбъл: S&A music group, Moon Records - Формат: CD, дигитално сваляне |

### Сингли
| Година | Заглавие                                     | Класация                         | Класация                         | Класация                                 | Класация                           | Класация                         | Класация                           | Класация                            | Албум              |
| Година | Заглавие                                     | Русия и СНГ (TopHit Общ Топ-100) | Русия (TopHit Московски Топ-100) | Русия (TopHit Санктпетербургски Топ-100) | Украйна (TopHit Украински Топ-100) | Украйна (TopHit Киевски Топ-100) | Радиокласация по заявки TopHit 100 | Русия и ОНД (TopHit Общо за година) | Албум              |
| ------ | -------------------------------------------- | -------------------------------- | -------------------------------- | ---------------------------------------- | ---------------------------------- | -------------------------------- | ---------------------------------- | ----------------------------------- | ------------------ |
| 2004   | „Чёрно-белая зима“                           | 54                               | —                                | —                                        | 99                                 | —                                | —                                  | —                                   | „Ты не забудешь“   |
| 2005   | „Там, под облаками“                          | 86                               | —                                | —                                        | 310                                | 301                              | —                                  | —                                   | „Ты не забудешь“   |
| 2006   | „Постой, мущина!“                            | 106                              | —                                | —                                        | 499                                | 657                              | 97                                 | —                                   | „Anti-Crisis Girl“ |
| 2007   | „Чёрный ангел“                               | 249                              | —                                | —                                        | —                                  | 411                              | 250                                | —                                   | „Ты не забудешь“   |
| 2007   | „Счастье“                                    | 232                              | —                                | —                                        | —                                  | —                                | 172                                | —                                   | „Не Ма4о“          |
| 2007   | „Мишка, гадкий мальчишка!“                   | 290                              | —                                | —                                        | 228                                | 326                              | 287                                | —                                   | „Не Ма4о“          |
| 2008   | „Не мачо“                                    | 101                              | —                                | —                                        | —                                  | 10                               | 57                                 | —                                   | „Не Ма4о“          |
| 2008   | „За что?“                                    | 116                              | —                                | —                                        | 75                                 | 18                               | 24                                 | —                                   | „Не Ма4о“          |
| 2009   | „Be My Valentine! (Anti-crisis Girl)“        | 114                              | —                                | —                                        | 350                                | 9                                | 90                                 | —                                   | „Anti-Crisis Girl“ |
| 2009   | „Парень ты ничё“                             | 128                              | —                                | —                                        | 228                                | 27                               | 153                                | —                                   | без албум          |
| 2010   | „Сердце бьётся“ (с участието на Макс Барски) | 114                              | —                                | —                                        | 309                                | 11                               | 3                                  | 170                                 | без албум          |
| 2010   | „Революция“                                  | 35                               | 63                               | 97                                       | 3                                  | 2                                | 27                                 | 105                                 | без албум          |
| 2011   | „Спасибо“                                    | 128                              | —                                | —                                        | 10                                 | 8                                | 166                                | —                                   | без албум          |
| 2011   | „На свете“                                   | 65                               | —                                | —                                        | 1                                  | 1                                | 36                                 | —                                   | без албум          |
| 2012   | „Облака“                                     | 55                               | 159                              | —                                        | 1                                  | 1                                | 38                                 | 50                                  | без албум          |
| 2012   | „What About U“                               | 227                              | —                                | —                                        | 451                                | 420                              | 278                                | —                                   | без албум          |
| 2012   | „40 градусов“                                | 28                               | 72                               | 50                                       | 1                                  | 1                                | 6                                  | 28                                  | без албум          |
| 2013   | „Под лёд“                                    | 64                               | 145                              | —                                        | 1                                  | 1                                | 13                                 | 90                                  | без албум          |
| 2013   | „Город под запретом“                         | 38                               | 119                              | 100                                      | 2                                  | 2                                | 21                                 | 91                                  | без албум          |
| 2014   | „Смотришь в небо“ (с участието на EMIN)      | 47                               | 85                               | —                                        | 1                                  | 6                                | 85                                 | 52                                  | без албум          |
| 2014   | „Не нужна“                                   | 148                              | —                                | 99                                       | 3                                  | 3                                | 55                                 | —                                   | „H2LO“             |
| 2015   | „Пора домой“                                 | 15                               | 41                               | 43                                       | 1                                  | 1                                | 15                                 | —                                   | без албум          |
| 2015   | „Облиш“                                      | 181                              | —                                | —                                        | 127                                | 98                               | 139                                | —                                   | без албум          |
| 2016   | „К чёрту любовь“                             | 3                                | 20                               | 14                                       | 1                                  | 1                                | 3                                  | —                                   | H2LO               |
| 2016   | „Твои глаза“                                 | 1                                | 13                               | 1                                        | 2                                  | 1                                | 7                                  | —                                   | H2LO               |
| 2017   | „Текила-любовь“                              | 155                              | –                                | —                                        | —                                  | —                                | 42                                 | —                                   | H2LO               |
| 2017   | „Случайная“                                  | 11                               | 29                               | —                                        | 16                                 | 7                                | 11                                 | —                                   | H2LO               |
| 2018   | „Парень“                                     | 4                                | 13                               | —                                        | 19                                 | 12                               | —                                  | —                                   | без албум          |
| 2018   | "Лети                                        | —                                | —                                | —                                        | —                                  | —                                | —                                  | —                                   | без албум          |

## Музикални изяви

### Участия в концерти
- Новата вълна 2012 – изп. „Облака“
- Музикални награди на телевизия РУ.ТВ 2015 – изп. „Смотришь в небо“ (дует с Емин)
- „Концерът на Емин в Крокус Сити Хоул“ – „Смотришь в небо“ (дует с Емин)
- Юбилеен вечер на Раймонд Паулс – изп. „Скрипач на крыше“
- Музикални награди на телевизия РУ.ТВ 2016 – „К чёрту любовь“
- 21-годишни музикални награди „Златен грамофон“ – изп. „К чёрту любовь“
- 22-годишни музикални награди „Златен грамофон“ – изп. „Твои глаза“

### Участия в музикални програми
- „Коледни срещи на Алла Пугачова в Киев“ – изп. „Я тебя не помню“
- „Коледни срещи на Алла Пугачова 2012“ – изп. „40 градусов“
- „X Factor (Украйна)“ – изп. „К чёрту любовь“ „Твои глаза“